# Holladay-Nunatakker
Die Holladay-Nunatakker sind eine kleine Gruppe von Nunatakkern an der Oates-Küste des ostantarktischen Viktorialands. Sie erstrecken sich über rund 5 km im Zentrum der Halbinsel zwischen den Ausläufern des Tomilin-Gletschers und des Gillett-Schelfeises. 
Das Gebiet wurde durch Vermessungsarbeiten des United States Geological Survey und mithilfe von Luftaufnahmen der United States Navy zwischen 1960 und 1963 kartografisch erfasst. Das Advisory Committee on Antarctic Names benannte die Nunatakker 1970 nach Billy W. Holladay, leitender Luftfahrtelektrotechniker der US-Navy, der als Leiter der Instandhaltungsmannschaft auf der McMurdo-Station im Rahmen der 1968 durchgeführten Operation Deep Freeze tätig war.